# Glomérulonéphrite membranoproliférative
 Mise en garde médicale
 (mai 2025).
La glomérulonéphrite membranoproliférative  est un type de lésion des glomérules des reins.

## Symptômes
Les symptômes peuvent inclure une urine mousseuse, du sang dans l’urine ou un gonflement. En général, la situation s’aggrave progressivement avec le temps. Les complications comprennent souvent une hypertension artérielle, un faible nombre de globules rouges et une insuffisance rénale.

## Cause
La cause peut être inconnue ou elle peut survenir à la suite d’infections, de maladies auto-immunes, d’un cancer, d’une maladie du foie ou de certains médicaments. On pense que le mécanisme sous-jacent implique l'accumulation de complexes immunitaires dans les reins et l'activation du système du complément, ce qui entraîne la croissance des cellules mésangiales et l'épaississement des parois des petits vaisseaux sanguins.

## Diagnostic
Le diagnostic repose sur une biopsie rénale.

## Traitement

Énantiomère R du cyclophosphamide (à gauche) et S-cyclophosphamide (à droite)

La meilleure méthode de gestion n’est pas claire. Le traitement peut inclure l’utilisation de stéroïdes, de cyclophosphamide ou d’aspirine. L'échange plasmatique a été essayé.
Bien qu'une greffe de rein puisse être effectuée, la maladie peut réapparaître par la suite.
Il est rare que la maladie disparaisse sans traitement.
Les résultats sont généralement médiocres.

## Prévalence
La glomérulonéphrite membranoproliférative (MPGN) est rare. Elle survient le plus souvent chez les enfants et les jeunes adultes. Les hommes et les femmes sont touchés avec la même fréquence. Elle représente environ 4 % des causes rénales primaires du syndrome néphrotique chez les enfants et 7 % chez les adultes.

## Histoire
La glomérulonéphrite membranoproliférative (MPGN) a été décrite pour la première fois en 1965 par Gotoff et West.